# Impugnazione (ordinamento penale italiano)
L'impugnazione è il rimedio contro i vizi della sentenza previsto dal diritto processuale penale italiano. Le impugnazioni sono previste dal codice di procedura penale dagli articoli 568 e seguenti.

## Principi
Vige il principio della tassatività: possono essere esperite solamente le impugnazioni prevedute dalla Legge e nelle forme da questa stabilite, in caso contrario l'Atto non è da considerarsi impugnazione ovvero, quantomeno, va considerato non ammissibile.
Vale altresì il brocardo: tantum devolutum quantum appellatum, in altre parole: il Giudice dell'Impugnazione non potrà decidere, anche se gli si manifestasse dagli Atti, su di un punto o capo dell'impugnato Provvedimento se lo stesso non è stato dedotto nell'Atto d'impugnazione.
Fa eccezione l'art. 597 § V Codice Procedura Penale che attribuisce poteri ufficiosi al Giudice d'Appello.
Il Difensore tenga sempre presente tale principio, in relazione anche ad eventuali profili di responsabilità professionale.
Le forme d'impugnazione previste avverso le sentenze sono la revisione, l'appello ed il ricorso per cassazione. Lo stesso articolo 568, ai commi terzo e quarto, stabilisce un limite per i soggetti legittimati ad agire, ovvero quelli previsti per legge e che abbiano interesse. Sono gli stessi articoli successivi a delinearli: il pubblico ministero (art.570), che può impugnare a prescindere dalle sue conclusioni nel primo grado ("principio dell'impersonalità del PM"), l'imputato (art.571), il difensore dell'imputato (art. 571 § III) ed altre parti come il responsabile civile e la persona civilmente obbligata per la pena pecuniaria, a mezzo del loro procuratore speciale (art.575). È infine dedicata alla parte civile la previsione dell'art.576, il quale prevede che quest'ultima può impugnare la Sentenza di condanna solamente nei capi relativi all'azione civile mentre può impugnare la pronuncia di proscioglimento solamente agli effetti del Giudizio sulla responsabilità civile.
Gli artt.581 e seguenti disciplinano la forma ed i modi con cui va presentata un'impugnazione: precisamente il 581 prevede espressamente l'atto scritto nel quale sono indicati il provvedimento impugnato, la data del medesimo, il giudice che lo ha emesso, e sono enunciati:
a) i capi o i punti della decisione ai quali si riferisce l'impugnazione;
b) le richieste;
c) i motivi, con l'indicazione specifica delle ragioni di diritto e degli elementi di fatto che sorreggono ogni richiesta.
L'art.585 prevede i termini per l'impugnazione: [...] per ciascuna delle parti, è:
a) di quindici giorni, per i provvedimenti emessi in seguito a procedimento in camera di consiglio e nel caso previsto dall'art. 544 comma 1;
b) di trenta giorni, nel caso previsto dall'art. 544 comma 2;
c) di quarantacinque giorni, nel caso previsto dall'art. 544 comma 3.
Ai sensi dell'art. 585 § IV del codice di procedura penale la parte che ha impugnato può presentare, fino a quindici giorni prima dell'udienza, depositando l'atto nel debito numero di copie nella cancelleria del giudice dell'impugnazione, motivi nuovi d'impugnazione.
I motivi nuovi sono da intendersi quali deduzioni integrative delle censure già proposte e non come proposizione di nuove censure.
L'inammissibilità dell'impugnazione è prevista dall'art.591 cpp, che ne elenca i casi:
a) quando è proposta da chi non è legittimato o non ha interesse
b) quando il provvedimento non è impugnabile;
c) quando non sono osservate le disposizioni degli artt. 581, 582, 583, 585 e 586;
d) quando vi è rinuncia all'impugnazione.
Lo stesso articolo al comma successivo stabilisce quale sia l'organo che deve stabilire l'eventuale inammissibilità, ovvero il giudice dell'impugnazione, anche di ufficio, che dichiara con ordinanza l'inammissibilità e dispone l'esecuzione del provvedimento impugnato. Gli altri due commi, 3 e 4, prevedono:
3. L'ordinanza è notificata a chi ha proposto l'impugnazione ed è soggetta a ricorso per cassazione (606). Se l'impugnazione è stata proposta personalmente dall'imputato, l'ordinanza è notificata anche al difensore.
4. L'inammissibilità, quando non è stata rilevata a norma del comma 2, può essere dichiarata in ogni stato e grado del procedimento.
L'inammissibilità dell'impugnazione si estende altresì ai motivi nuovi.